# Храмі (річка)
Храмі (груз. ხრამი, азерб. Anaxatır) — річка у східній частині Грузії та частково західній частині Азербайджану, що починається на Тріалетському хребті, тече через містечка та містечка Цалка, Тамарісі, впадає у річку Кура вже на території Азербайджану (територією цієї країни річка протікає останні 5 км своєї течії). Загальна довжина 210 км, площа сточища 1,54 тис. км². 
На річці в межах проекту ГЕС Храмі І утворене Цалкське водосховище. Нижче по течії від нього діє ГЕС Храмі ІІ.

## Притоки
- Дебед